# Чёрная мантелла
Чёрная мантелла (лат. Mantella madagascariensis) — лягушка из рода Mantella семейства Mantellidae. Длина 22—31 мм. Один из наиболее окрашенных видов мантелл. Вместе с ним обитает другой сходный вид — Mantella baroni, отличающийся окраской брюшка. Точно отличить один вид от другого очень трудно.

## Ареал
Населяет дождевые горные леса, встречаясь в слое опавших листьев в одних и тех же биотопах, поблизости от ручьев и рек. В местах обитания количество осадков изменяется в зависимости от времени года, а температура воздуха колеблется не только в течение года, но и на протяжении суток.